# 劳里·西尔万
劳里·西尔万（芬蘭語：Lauri Silván，1932年3月13日—），生于坦佩雷，芬兰前男子冰球运动员。他曾代表芬兰国家队参加1952年冬季奥林匹克运动会冰球比赛，获得第7名。